# Terry Gibson
Terry Gibson (Walthamstow, 23 dicembre 1966) è un ex calciatore inglese, di ruolo attaccante.

## Palmarès

### Giocatore

#### Competizioni nazionali
- Coppa d'Inghilterra: 1

Wimbledon: 1987-1988